# بيتر سيبيسانو أوريليان
بيتر سيبيسانو أوريليان (13 ديسمبر 1833 - 24 يناير 1909)، هو اقتصادي وسياسي وأكاديمي من رومانيا. كان عضوًا في الحزب الوطني الليبرالي (PNL)، وشغل منصب رئيس وزراء رومانيا في الفترة من 2 ديسمبر 1896 إلى 12 أبريل 1897.